# Orbe (gemeente)

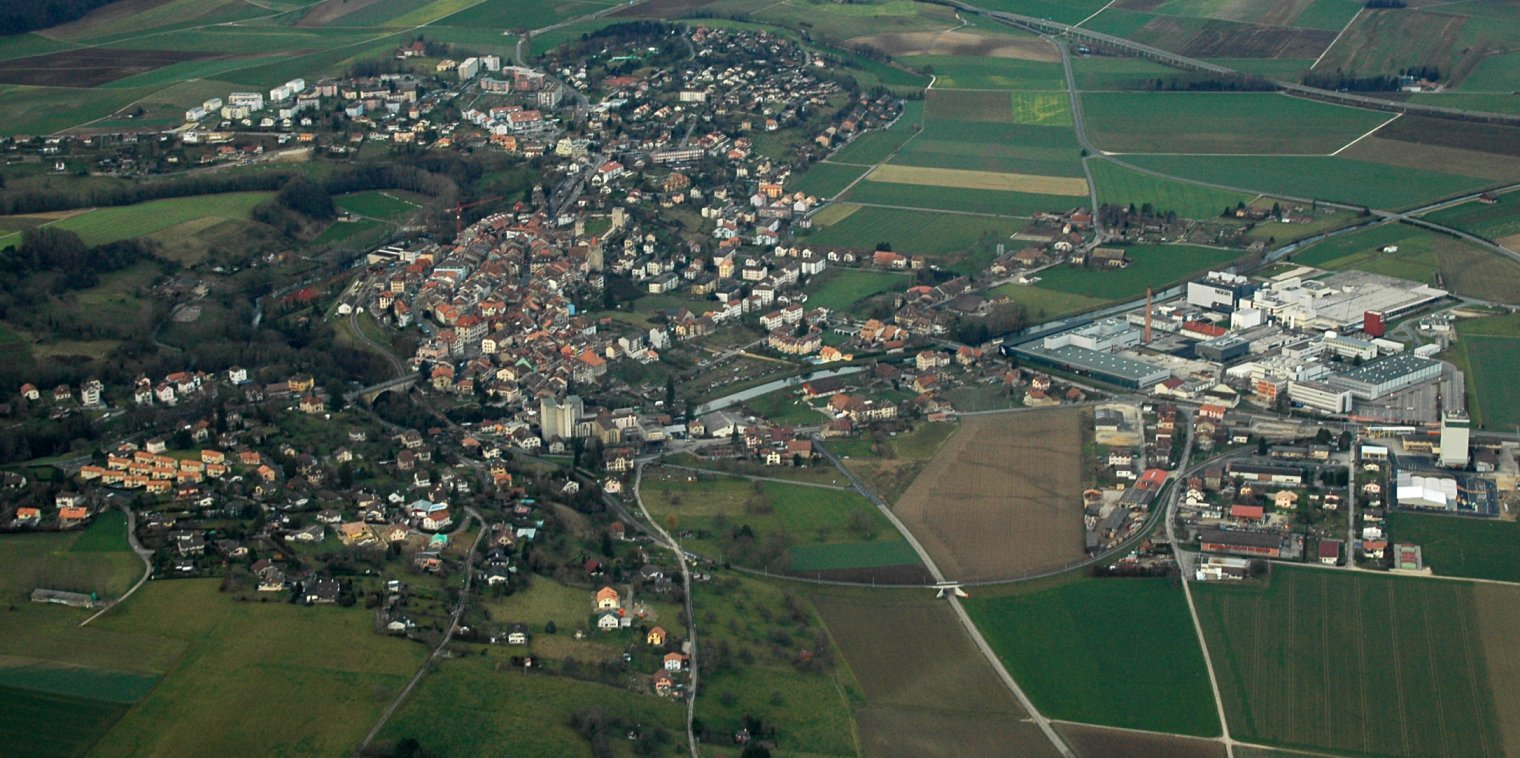
Luchtfoto van Orbe

Orbe is een gemeente en plaats in het Zwitserse kanton Vaud, en maakt deel uit van het district Orbe. De gemeente telde 6.936 inwoners op 31 december 2018.

## Geschiedenis
In de Romeinse tijd lag anderhalve kilometer ten noorden van het huidige stadscentrum de plaats Urba. Dit was een halteplaats aan de rivier de Orbe op de Romeinse weg tussen Besançon en Lausanne. De plaats werd verlaten in de vierde eeuw na de Germaanse invallen.
Orbe ontwikkelde zich vanaf de vroege middeleeuwen. De plaats was achtereenvolgens een bezit van de graven van Bourgondië en de heren van Montfaucon, Montbéliard en Chalon. Het kasteel van Orbe bezat een ronde donjon en rond 1270 kreeg Orbe een stadsmuur. Orbe kreeg in 1404 stadsrechten. In 1407 woedde er een grote stadsbrand. In 1475 werd de stad door de Zwitsers veroverd in hun oorlog tegen Hugues de Chalon. Het garnizoen van het kasteel, 120 man sterk, werd afgeslacht en het kasteel werd afgebrand. Door het Verdrag van Fribourg (1476) werd de streek deel van Zwitserland.
De reformatie won maar traag terrein in Orbe, maar in 1554 werd de katholieke eredienst verboden in Orbe.
Orbe kende een sterke groei in het eerste decennium van de twintigste eeuw na de opening van een chocoladefabriek.

## Geboren
- Pierre Viret (1511-1571), reformator
- Danilo Wyss (1985), wielrenner

## Overleden
- Donat Golaz (1852-1900), notaris, bestuurder en politicus